# Diego Godín
Diego Roberto Godín Leal, kurz Diego Godín (* 16. Februar 1986 in Rosario), ist ein ehemaliger uruguayischer Fußballspieler, der zuletzt bei CA Vélez Sarsfield in der argentinischen Primera División unter Vertrag stand und dort im Sommer 2023 seine Karriere beendete. Seit März 2019 ist er Rekordnationalspieler der uruguayischen A-Nationalmannschaft.

## Karriere
Godín ist ein 1,88 m großer Abwehrspieler, genauer spielt er in der Innenverteidigung und gilt gemäß einem Spox.com-Autor als „bodenständige[r] Teamplayer …“, zu seinen Stärken zählt sein Kopfballspiel und ist bekannt für seine harte defensive Spielweise. Sein Spitzname lautet el Faraón (deutsch der Pharao).

### Vereine
Godín begann seine fußballerische Laufbahn in seiner Geburtsstadt bei Estudiantes de Rosario. Sodann spielte er in den Jugendmannschaften von Defensor Sporting. Von dort wechselte er 2003 für eine Ablösesumme von lediglich 840 Pesos, was seinerzeit ungefähr einem Gegenwert von 37 US-Dollar entsprach, zum Club Atlético Cerro, wo er alsbald noch im selben Jahr in der höchsten uruguayischen Spielklasse debütierte. Für den Klub spielte er – zunächst als Stürmer, später dann als Innenverteidiger – von 2003 bis einschließlich der Saison 2005/06. In dieser Zeit sind für ihn 39 Spiele (fünf Tore) in der Primera División in den Spielzeiten 2003, 2004 und 2005/06 belegt. Im Jahr 2006 wurde er vom Ligarivalen Nacional Montevideo verpflichtet. Bei den Bolsos kam er in der Spielzeit 2006/07 26-mal in der höchsten Spielklasse zum Einsatz (kein Tor).
Nach seinen starken Leistungen in der uruguayischen Liga und in der Copa Libertadores kam er vor der Saison 2007/08 zum FC Villarreal als Ersatz für den Argentinier Roberto Ayala, der sich für einen Wechsel zu Real Saragossa entschieden hatte. In den drei Jahren bei dem „gelben U-Boot“ brachte er es auf 91 Einsätze in der Primera División und traf viermal ins gegnerische Tornetz. Dabei erreichte er mit seiner Mannschaft in seiner ersten Saison die spanische Vizemeisterschaft 2007/08 und qualifizierten sich direkt für die UEFA Champions League, woraufhin sie in der Folgesaison bis ins Champions-League-Viertelfinale kamen.
Zur Saison 2010/11 wechselte er für eine Ablöse von ca. 8 Millionen Euro zu Atlético Madrid. Godín unterschrieb beim Hauptstadtklub einen Vertrag über fünf Jahre.  Bereits im August 2010 konnte er dort mit dem Sieg im UEFA Super Cup seinen ersten Titelgewinn mit Atlético feiern. Es folgte 2011/12 der Triumph in der UEFA Europa League. In der Saison 2012/13 gewann er mit seinen Mitspielern zu Beginn den UEFA Super Cup 2012 und später die Copa del Rey. Für die Madrilenen absolvierte er in seinen ersten drei Spielzeiten 87 Spiele in der Primera División und erzielte drei Tore.
Im Mai 2013 wusste die europäische Presse von einem bestehenden Interesse seitens des FC Bayern München und Manchester City an der Verpflichtung des Uruguayers zu berichten. Godín blieb jedoch bei den Madrilenen und absolvierte in der Spielzeit 2013/14 34 weitere Ligaspiele (vier Tore) und stand zehnmal in der Champions League auf dem Platz (zwei Tore). Mit den Madrilenen gewann er in jener Saison den Landesmeistertitel. Den Titel sicherte sich Atlético Madrid am letzten Spieltag durch ein 1:1 im entscheidenden Spiel gegen den unmittelbaren Konkurrenten FC Barcelona, der im Falle eines Sieges anstelle der Madrilenen Meister geworden wäre. Godín erzielte in jener Partie den Ausgleichstreffer und sicherte seinem Team somit den Titelgewinn.
In der Saison 2014/15 wurde er 34-mal (drei Tore) in der höchsten spanischen Spielklasse und neunmal (ein Tor) in der Champions League eingesetzt. Sein Verein belegte in der Primera División den dritten Tabellenplatz. In der Spielzeit 2015/16 lief er in 31 Erstligabegegnungen (ein Tor) und zwölf Champions-League-Partien (kein Tor) auf. Insgesamt bestritt er für den Klub zudem bis zum Saisonende 2015/16 18 Partien (drei Tore) in der Copa del Rey. Während der Saison 2016/17 wurde er 31-mal (drei Tore) in der höchsten spanischen Spielklasse und elfmal (kein Tor) in der Champions League eingesetzt. Am 1. Juli 2019 unterschrieb Godín einen Vertrag bei Inter Mailand. Er bestritt in der Spielzeit 2019/20 für Inter 36 Pflichtspiele, davon 23 in der Liga, zwei im Pokal und elf im Europapokal, und erzielte zwei Tore. Mit Inter wurde er italienischer Vizemeister und erreichte das Finale der UEFA Europa League.
Im September 2020 wechselte er nach Sardinien zum italienischen Erstligisten Cagliari Calcio. In der Serie-A-Saison 2020/21 trug er zum Klassenerhalt der Sarden bei. Wobei Godín während der Saison temporär wegen einer COVID-19-Erkrankung mehrere Wochen ausfiel. Im Januar 2022 gab der Verein die einvernehmliche Vertragsauflösung bekannt. Godín wechselte daraufhin zum brasilianischen Verein Atlético Mineiro. Bis zum Juni 2022 gehörte Godín nicht zu den regelmäßigen Stammspielern. Woraufhin er um eine Vertragsauflösung bat, um woanders mehr Spielzeit zu erhalten. Womit er beabsichtigt mit mehr Spielpraxis zur Weltmeisterschaft 2022 zu gehen. Diesem Wunsch stimmte Atlético Mineiro im Juni 2022 zu und daraufhin wechselte Godín zum argentinischen Erstligisten CA Vélez Sarsfield.

### Nationalmannschaft
Godín war mindestens seit Oktober 2004 Mitglied der seinerzeit von Gustavo Ferrín trainierten uruguayischen U-20-Auswahl. Er gehörte 2005 dem uruguayischen Aufgebot an, das an der U-20-Südamerikameisterschaft 2005 in Kolumbien teilnahm. Am 26. Oktober 2005 gab Godín sein Debüt in der uruguayischen Nationalmannschaft in einem Freundschaftsspiel gegen Mexiko. Er nahm ebenso an der Copa América 2007 teil wie auch drei Jahre später an der Fußball-Weltmeisterschaft. Bei der WM 2010 erreichte er als Stammspieler mit Uruguay den vierten Platz. 2011 siegte er mit dem Nationalteam bei der Copa América 2011 und damit qualifizierten sie sich für den FIFA-Konföderationen-Pokal 2013, wo er auch mitwirkte und mit der Mannschaft Turniervierter wurde.

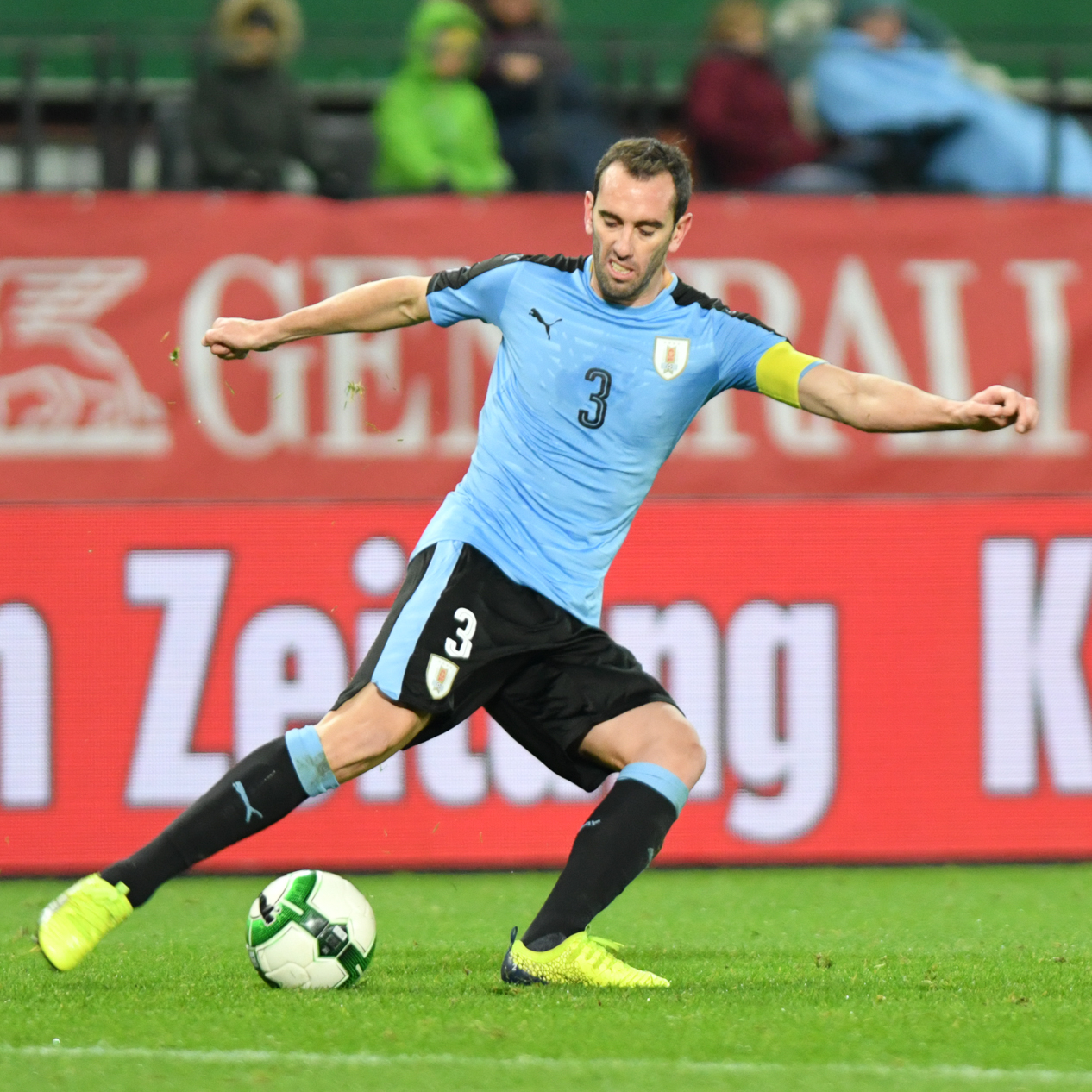
Diego Godín mit der Kapitänsbinde am Ball (2017)

Bei der Weltmeisterschaft 2014 in Brasilien gehörte er erneut dem Aufgebot Uruguays an. Dort sicherte er im dritten Gruppenspiel der WM 2014 der Celeste mit dem 1:0-Siegtreffer gegen Italien den Einzug ins Achtelfinale. Auch bei der Copa América 2015 war er Teil des uruguayischen Kaders, der bis ins Viertelfinale vorstieß. Die Copa América 2016 endete für das uruguayische Team, das von Godín als Kapitän durchs Turnier geführt wurde, bereits nach der Gruppenphase. Bei seiner dritten Weltmeisterschaftsteilnahme der WM 2018 führte er als Mannschaftskapitän seine Mannschaft bis ins Viertelfinale, wo sie gegen den späteren Weltmeister Frankreich ausschieden.
Am 24. März 2019 löste er Maxi Pereira als Rekordnationalspieler Uruguays ab. In den nächsten beiden Copa Américas führte Godín die Uruguayer als Mannschaftskapitän bei der Copa América 2019 und Copa América 2021 an und erreichten jeweils das Viertelfinale. Godín absolvierte bis zum 5. Juni 2022 159 Länderspiele und erzielte dabei acht Tore.

## Erfolge
Nationalmannschaft
- Copa América: 2011

Atlético Madrid
- UEFA Europa League: 2012, 2018
- UEFA Super Cup: 2010, 2012, 2018
- Spanischer Meister: 2013/14
- Spanischer Pokalsieger: 2012/13
- Spanischer Superpokalsieger: 2014

Atlético Mineiro
- Supercopa do Brasil: 2022
- Staatsmeisterschaft von Minas Gerais: 2022

## Auszeichnungen
- Spieler des Monats der Primera División (2): April 2014[20] und Mai 2014[21]
- Team der Saison der spanischen Primera División: 2013/14,[22] 2015/16[23]
- UEFA Team of the Year: 2014
- Bester Verteidiger der spanischen Liga: 2015/16
- Kader der Saison der UEFA Europa League: 2017/18[24]